# Konstantin Żukow
Konstantin Pawłowicz Żukow (ros. Константи́н Па́влович Жу́ков, ur. 27 września 1906 w Horodyszczu, zm. 23 sierpnia 1988 w Moskwie) – radziecki polityk, członek KC KPZR (1952-1956), I sekretarz Komitetów Obwodowych KPZR w Woroneżu (1949-1954) i Lipiecku (1954-1960).
W 1926 ukończył Ługański Instytut Rolniczy, 1926-1933 główny agronom rejonowego oddziału rolniczego w obwodzie donieckim, 1933-1939 kierownik rejonowego wydziału rolnego. Od 1936 w WKP(b), 1939-1944 kierownik wydziału Rolnego Komitetu Obwodowego KP(b)U w Stalino (obecnie Donieck), 1944-1946 III sekretarz Komitetu Obwodowego KP(b)U w Stalino, 1946-1947 inspektor Zarządu Kadr KC WKP(b), w 1947 III sekretarz, a 1947-1949 II sekretarz Komitetu Obwodowego WKP(b) w Woroneżu. Od stycznia 1949 do stycznia 1954 I sekretarz Woroneskiego Komitetu Obwodowego WKP(b)/KPZR, od 14 października 1952 do 14 lutego 1956 członek KC KPZR. Od 6 stycznia 1954 do 21 listopada 1960 I sekretarz Lipieckiego Komitetu Obwodowego KPZR, następnie na emeryturze. Od 25 lutego 1956 do 17 października 1961 zastępca członka KC KPZR. 1950-1962 deputowany do Rady Najwyższej ZSRR. Odznaczony Orderem Lenina, Orderem Czerwonego Sztandaru Pracy i medalami. Pochowany na Cmentarzu Kuncewskim w Moskwie.